# Sebastiano Galeati
Sebastiano Galeati (né le 8 février 1822 à Imola et mort le 9 octobre 1901 à Ravenne) est un cardinal italien du XIXe siècle.

## Biographie
Sebastiano Galeati est chanoine à Imola. Il est élu évêque  de Macerata e Tolentino en 1881 et est consacré le 14 août de la même année par Raffaele Monaco La Valletta avec comme co-consécrateurs Giulio Lenti (pt) et François Marinelli. Il est promu à l'archidiocèse de Ravenne en 1887. Le pape Léon XIII le crée cardinal lors du consistoire du 23 juin 1890.